# مالنیتسه
مالنیتسه (به چکی: Malenice) یک منطقهٔ مسکونی در جمهوری چک است که در ناحیه ستراکونیتسه واقع شده‌است. مالنیتسه ۹٫۸۵ کیلومتر مربع مساحت و ۶۵۱ نفر جمعیت دارد و ۴۸۳ متر بالاتر از سطح دریا واقع شده‌است.